# Il piccolo caos
Il piccolo caos (Das kleine Chaos) è il secondo cortometraggio di Rainer Werner Fassbinder diretto nel 1966.

## Trama
Tre giovani ragazzi con il pretesto di vendere abbonamenti di riviste entrano in appartamenti per rubare. Alla fine riescono a derubare una donna e scappano via con il malloppo.